# Gare de Bullange
La gare de Bullange (en allemand : bahnhof Büllingen) était une gare ferroviaire belge de la ligne 45A, de Jünkerath à Weywertz, située à Bullange, commune germanophone de la province de Liège, en Région wallonne.
Elle est mise en service en 1912 par l'administration des chemins de fer de l'État de Prusse (Königlich Preußische Staatseisenbahnen). C'était une gare de la Société nationale des chemins de fer belges (SNCB) fermée au trafic voyageurs en 1952 et aux marchandises 2003.

## Situation ferroviaire
Établie à 557 mètres d'altitude, la gare de Bullange était située au point kilométrique (PK) 8,3 de la ligne 45A, de Jünkerath (Allemagne) à Weywertz, entre les gares de Honsfeld et Butenbach.

## Histoire
La station de Büllingen est mise en service le 1er juillet 1912 par l'administration des chemins de fer de l'État de Prusse (Königlich Preußische Staatseisenbahnen) lorsqu'elle inaugure la ligne de Jünkerath à Weywertz. Cette ligne était réclamée de bonne date par les habitants mais verra surtout le jour grâce au potentiel en cas de guerre avec la France. Le trafic ordinaire se montre un succès avec de nombreux voyageurs empruntant les omnibus Jünkerath - Malmedy ainsi que d'importantes quantités de marchandises et de bétail.
Après le premier conflit mondial, Bullange devient une commune belge et un poste-frontière est créé en gare de Losheimergraben. Il faut attendre 1928 pour que réapparaissent des trains de voyageurs transfrontaliers.
Durant la bataille des Ardennes et l'avancée des alliés vers l'Allemagne, la ligne subit des dégâts importants ; le bâtiment de la gare, ruiné, sera reconstruit après la guerre. En 1950, les trains de voyageurs vont à nouveau jusqu'en Allemagne mais la desserte passagers de toute la ligne est supprimée en mai 1952.
Entre 1990 et 2002, les trains touristiques de l'association Vennbahn effectuaient des incursions régulières sur la ligne 45A.
Le trafic marchandises continue pour desservir les tanneries, papeteries et surtout la scierie de Bullange. La section entre Bullange et la frontière est désaffectée au début des années 1980 puis remise en état vers 1988, ce qui permet d'éviter un long détour par Raeren des marchandises venant d'Allemagne. Des trains militaires franchiront également la frontière jusqu'en 1999 et le transport de bois, à nouveau redirigé en territoire belge, périclite en 2003. La ligne est déclassée l'année suivante et les rails retirés en 2006-2007. Un chemin RAVeL a été aménagé.

## Patrimoine ferroviaire
Plus rien ne subsiste du bâtiment des recettes, lequel était encore visible en 1990. Construit selon un type prussien de style mélangeant modernisme et architecture traditionnelle, il rappelle, avec certaines différences importantes, ceux des gares de Butgenbach, Stadkyll et Recht. Il se caractérise par un important pignon transversal avec des poutres apparentes et un bardage au dernier étage. La structure en béton est décorée de pierres locales. De grandes baies et un petit porche se trouvent au rez-de-chaussée côté voies.
Très endommagé pendant la Seconde Guerre, il est reconstruit en ne conservant que le rez-de-chaussée avec une nouvelle toiture, en pavillon, dotée d'une lucarne. Il était encore visible en 1990 dans les emprises de la scierie.